# Metazygia octama
Metazygia octama är en spindelart som beskrevs av Levi 1995. Metazygia octama ingår i släktet Metazygia och familjen hjulspindlar. Inga underarter finns listade i Catalogue of Life.